# Cyperus longispicula
Cyperus longispicula är en halvgräsart som beskrevs av A. Muthama Muasya och David Alan Simpson. Cyperus longispicula ingår i släktet papyrusar, och familjen halvgräs. Inga underarter finns listade i Catalogue of Life.